# Diploe cranica
La diploe cranica è uno strato di tessuto osseo spugnoso ben vascolarizzato, posto tra i tavolati esterno e interno delle ossa piatte del cranio. Esso garantisce particolare resistenza ai traumi.

## Patologia
Nella beta talassemia la diploe risulta essere ispessita a causa dell'iperplasia midollare presente. Lo spessore della diploe è aumentato anche nella malattia ossea di Paget, dove assume alle indagini radiografiche aspetto a "sale e pepe" dovuto alla compresenza di lesioni osteolitiche e osteoblastiche che sovvertono la normale architettura trabecolare. Nella sindrome di Down la diploe è sottile, per cui l'aspetto radiologico nel feto è trasparente.